# Вальтнер, Шарль Альбер
Шарль Альбер Вальтнер (24 марта 1846, Париж —15 июня 1925, Париж) — французский гравёр.

## Биография
Один из лучших гравёров своего времени. Учился живописи у Жерома и Бонна, позже у Мартине и Априкеля-Дюпона резьбе по меди, травлению и гравированию.

Гравюра Ш. Вальтнера «Астрономы»

Вскоре выказал свой редкий талант в эстампах, с точностью и большим вкусом воспроизводящих картины старинных и новейших живописцев, способности в гравировании картин колористического направления, особенно Рембрандта. Манера его гравирования — так называемая, смешанная, то есть состоящая в совместном употреблении иглы, травления крепкою водкой и резца.
В 1868 году Вальтнер получил Римскую премию, которая позволила ему остаться в Риме. Был удостоен многих премий и почестей.
В 1888 году стал почётным членом венской Академии изобразительных искусств. В 1899 году был награждён офицерским Орденом Почётного легиона.
С 1908 года — член Академии изящных искусств Франции.
Вальтнер был профессором Национальной школы изящных искусств и соучредителем Национальной ассоциации французских художников (Société nationale des beaux-arts).
К числу его произведений, особенно ценимых любителями, принадлежат: портреты барона де-Вика (с картины Рубенса), инфанты Маргариты (с Веласкеса), Альфреда де Мюссе (с Давида Анжерского), графини Барк (с Рельо), Рембрандта и др.